# 5518 Mariobotta
5518 Mariobotta este un asteroid din centura principală de asteroizi.

## Descriere
5518 Mariobotta este un asteroid din centura principală de asteroizi. A fost descoperit pe 30 decembrie 1989 la Chions de Johann Martin Baur. El prezintă o orbită caracterizată de o semiaxă mare de 2,27 ua, o excentricitate de 0,18 și o înclinație de 7,8° în raport cu ecliptica.